# Claustra Alpium Iuliarum

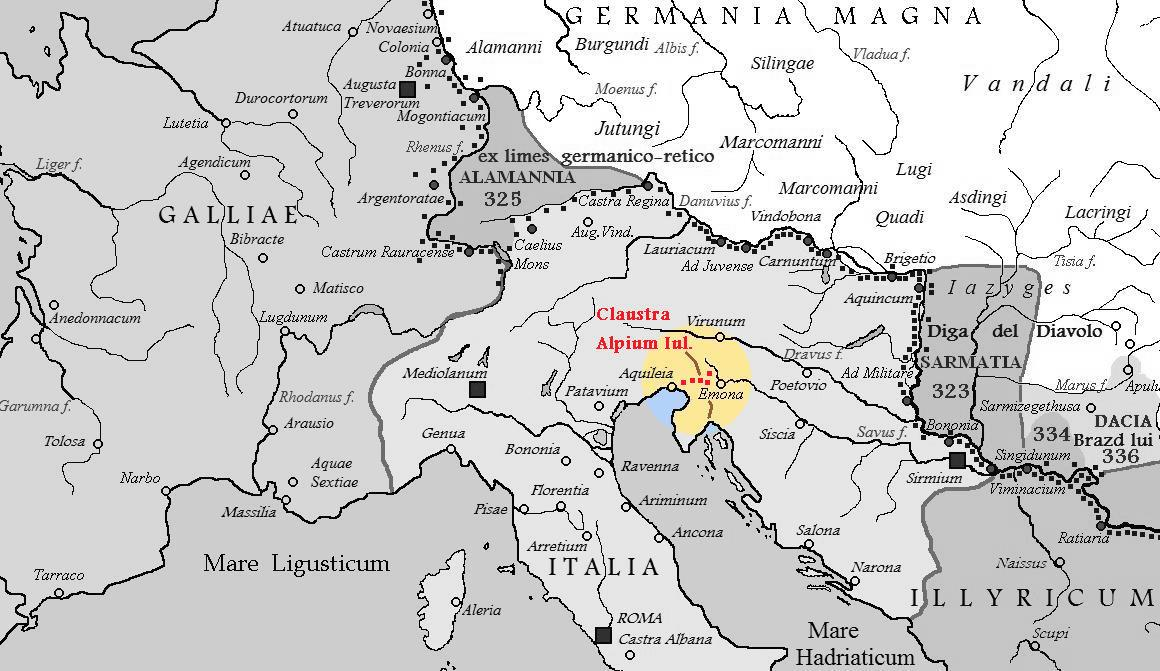
Claustra Alpium Iuliarum resaltada en un mapa del Imperio Romano

Claustra Alpium Iuliarum (en latín para "Barrera de los Alpes julianos"; en este caso, el término Alpes julianos se refiere a la región montañosa y accidentada más amplia que va desde los Alpes julianos hasta el golfo de Kvarner) era un sistema de defensa dentro del imperio Romano entre Italia y Panonia que protegía a Italia de posibles invasiones desde el Este. Aseguraba la puerta de Postojna, el enlace terrestre entre la parte oriental y occidental del imperio, por lo que la Claustra representaba una defensa fronteriza interior del imperio. A diferencia de una muralla lineal, la Claustra consistía en una serie de fortificaciones interconectadas con su centro en Castra ad Fluvium Frigidum (en la zona de la actual ciudad de Ajdovščina, el valle del Vipava); otras fortalezas importantes eran Ad Pirum, en la actual meseta de Hrušica, y Tarsatica, que ahora forma parte de la ciudad de Rijeka. Se gobernaban desde la ciudad de Aquileia.

## Desarrollo
En el año 6 d. C. tuvo lugar la Gran Revuelta Iliria que amenazaba el corazón de Roma. Posteriormente, para proteger Italia, se erigieron gradualmente una serie de murallas y fortificaciones alrededor del área de la estratégica puerta de Postojna.  La mayor parte de la construcción se realizó después de 284 bajo Diocleciano y Constantino I.  Aunque este desarrollo se realizó después de una gran invasión del norte de Italia por parte de los alamanes en 271, Whittaker indica que las líneas de fortificación internas estaban destinadas principalmente a asegurar la estabilidad interna del imperio en lugar de mantener alejados a los bárbaros.  El sistema de fortificación incluía el Forum Iulii (en la zona de la actual Cividale del Friuli), Tarsatica (en la zona de la actual Rijeka) y seguía el valle del río Idrijca. Se extendía sobre la puerta de Postojna hasta las colinas al sur de Emona (en el área de la actual Ljubljana). Las fortificaciones en profundidad a lo largo de la vía romana Via Gemina comenzaban en la fortaleza de Castra ad Fluvio Frigido (cuyos restos todavía son visibles en Ajdovščina), que era el centro del sistema, y terminaba en Nauportus (área de la actual Vrhnika). La fortaleza de la colina de Ad Pirum solía contar con 500 soldados, pero podía albergar hasta 100.000 soldados. Las murallas de Ad Pirum fueron desenterradas por arqueólogos austriacos e italianos y demostraron tener una altura de 8 m y un grosor de 2 m; las torres de la muralla tenían 10 m de altura.

## Batallas
Castra Alpium Iuliarum fue testigo de varias batallas. Las primeras fortificaciones pudieron haber sido útiles en el año 169 cuando los Marcomanni intentaron entrar en Italia, pero resultaron inadecuadas cuando los Alemanni invadieron Italia en el 271. En el 351 Constancio II tomó Ad Pirum durante su lucha contra su contrincante Magnencio. Lo más importante es que la batalla del Frígido tuvo lugar en el 394 entre Castra y Ad Pirum. En esta batalla el emperador oriental Teodosio I se impuso a su rival occidental Eugenio y con su victoria aseguró el cristianismo como religión principal del imperio.
Después del siglo V, las fortificaciones romanas cayeron en mal estado. Hoy en día, los arqueólogos han restaurado secciones seleccionadas.

## Otras lecturas
- Kusetič, Jure; Kos, Peter; Breznik, Andreja; Stokin, Marko (2014). Claustra Alpium Iuliarum: Between Research and Management (en sl, en). The Ivan Michler Institute for Spatial History.